# Palau Barbaro Wolkoff
El Palau Barbaro Wolkoff és un edifici civil venecià situat al districte de Dorsoduro i amb vistes al Gran Canal entre Ca' Dario i Casa Salviati.

## Història
L'edifici, construït inicialment segons els cànons de l'arquitectura veneciana-romana d'Orient, va ser renovat amb l'addició d'elements gòtics durant el segle XV. El 1894, Eleonora Duse vivia a la planta superior de l'edifici, hoste d'Alexander Wolkoff Mouromzov (ru), que havia comprat recentment tot l'edifici.

## Descripció

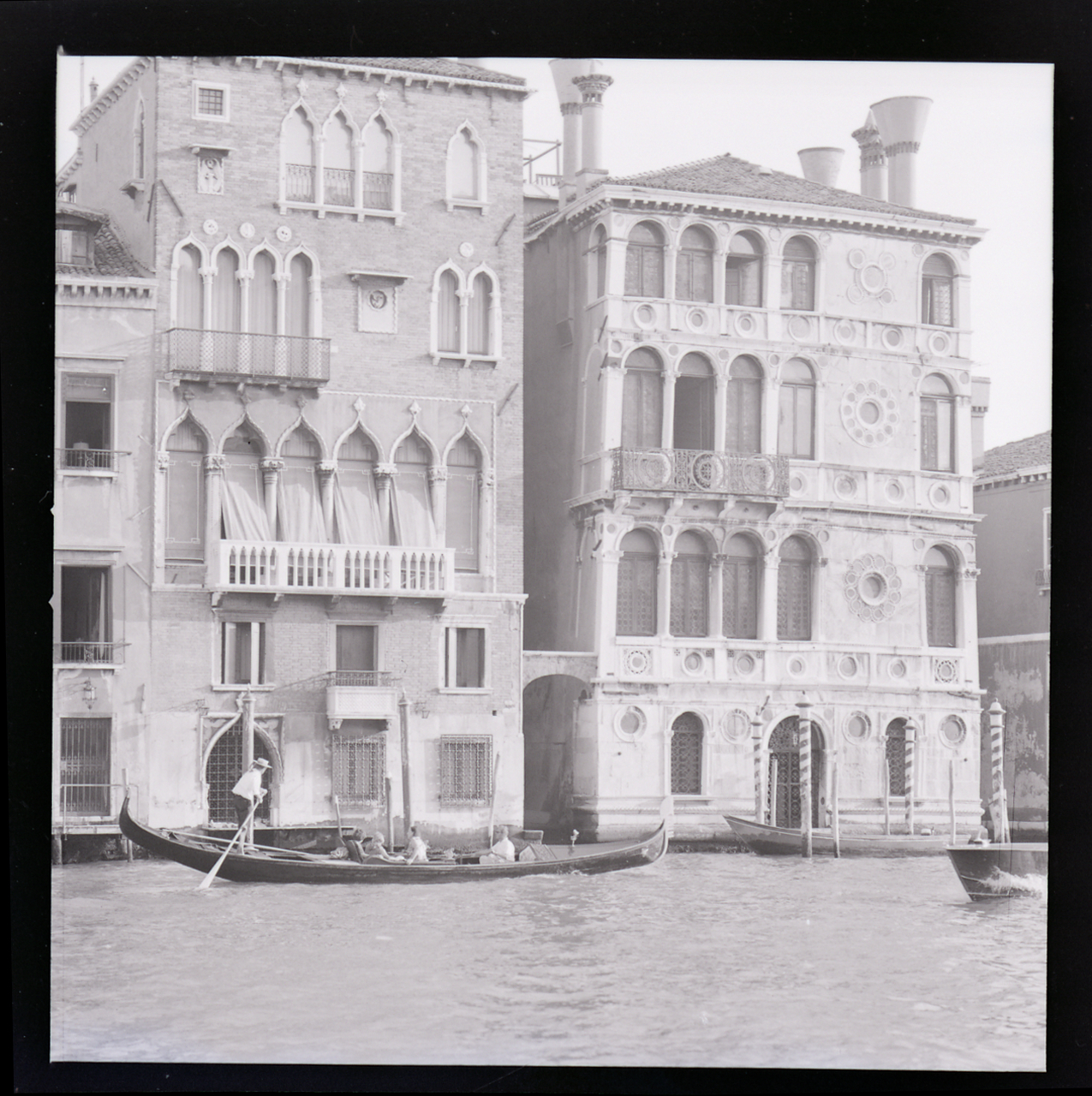
El Palau Barbaro Wolkoff (esquerra) flanquejat per Ca' Dario en una foto de Paolo Monti del 1969

Feta gairebé íntegrament de maons vermells, la façana heterogènia destaca pel seu extraordinari desenvolupament vertical: està dividida en planta baixa, entresol, planta principal i dues plantes superiors. La disposició aparentment desordenada dels elements decoratius dificulta l'anàlisi de la façana principal, dominada per la graciositat de la finestra de sis llums de la planta noble, emmarcada per un marc denticulat. Els únics elements circumdants són el portal d'aigua d'arc apuntat, d'estil gòtic, i les nombroses finestres monófores i polífores dels pisos superiors. Analitzant les plantes superiors, s'observa com, a diferència de les finestres gòtiques trífores i monófores de l'últim pis, que reflecteixen l'estil general de l'edifici, les finestres quadrifores i bífores de la quarta planta es caracteritzen per un marcat anacronisme, a causa de la seva forma inflexible. Les pàteres i els escuts d'armes són obres modernes.